# Grandiosa
Grandiosa è un marchio norvegese di pizze surgelate.

## Storia

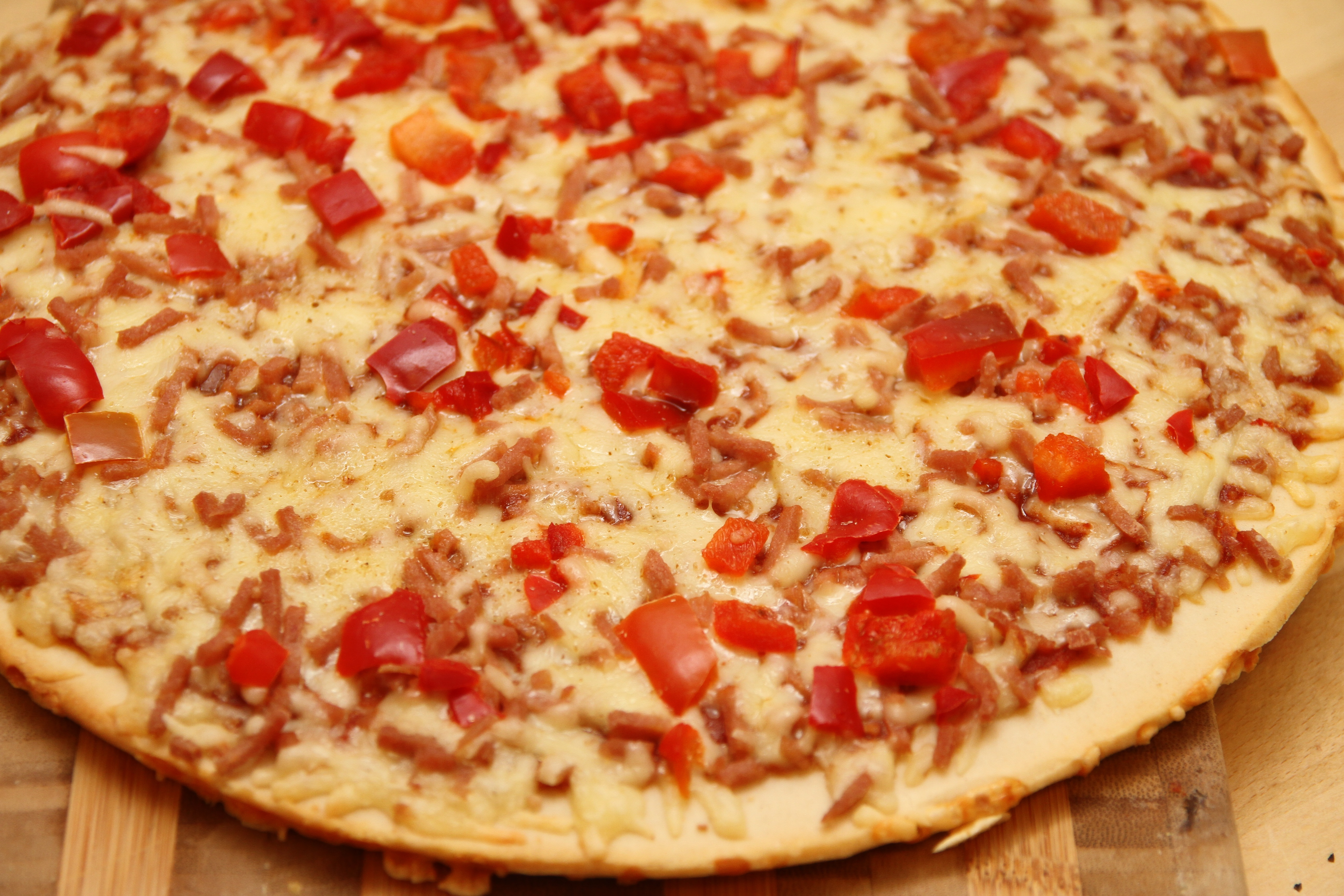
Una pizza Grandiosa cotta

Grandiosa venne inaugurato il febbraio 1980 dallo stabilimento della Stabburet di Stranda, diventando così il primo marchio di pizze surgelate in Norvegia. Stando a quanto si dice, il direttore della fabbrica avrebbe approvato l'idea sebbene non sapesse che cosa fosse una pizza. Grandiosa è divenuto popolarissimo in Norvegia: il marchio produce 47 milioni di pizze ogni anni, pari alla metà del totale delle pizze surgelate in Norvegia e, secondo molti norvegesi, la sua pizza sarebbe assurta a piatto nazionale.